# Arktička lisica
Arktička lisica (polarna ili sjeverna lisica, lat. Vulpes lagopus; sinonim: Alopex lagopus) zoološki je svrstana u porodicu pasa.

## Podvrste
Među podvrstama polarnih lisica navode se:
- Alopex lagopus beringensis Merriam, 1902 ; Vulpes lagopus beringensis Merriam, 1902
- Alopex lagopus fuliginosus (Bechstein, 1799) Islandska polarna lisica; Vulpes lagopus fuliginosus Bechstein, 1799
- Alopex lagopus hallensis
- Alopex lagopus lagopus (Linnaeus, 1758); Vulpes lagopus lagopus Linnaeus, 1758
- Alopex lagopus pribilofensis Merriam, 1902; Vulpes lagopus pribilofensis Merriam, 1902
- Alopex lagopus foragorapusis, grenlandska polarna lisica, Grenland
- Alopex lagopus groenlandicus
- Alopex lagopus semenovi na otoku Medni
- Alopex lagopus spitsbergenensis (Barrett-Hamilton & Bonhote, 1898) status taksona sumnjiv[3]
- Alopex lagopus ungava
- Alopex lagopus argenteus ?
- Alopex lagopus caerulea ?
- Alopex lagopus innuitus ?
- Alopex lagopus sibiricus ?

## Osobine
Znanstveni naziv ove vrste bi u doslovnom prijevodu značio "lisica zečjih stopala", jer su joj šape s donje strane obrasle gustom dlakom. Oblik tijela je tipično lisičji, no njena glava i njuška izgledaju nešto zbijenije a uši kraće nego kod crvene lisice. Prosječna dužina polarnih lisica od njuške do kraja repa dugog oko 35 cm je između 65 i 90 cm. U ramenima su visoke oko 30 cm, a teške oko 5 kilograma. Ženke su samo malo manje od mužjaka.
Arktička lisica je jedina vrsta pasa čija se boja krzna mijenja u skladu s godišnjim dobom. Ljeti su im glava, leđa rep i noge smeđi, dok su im bokovi i trbuh svijetli. To je naročito izraženo tijekom srpnja i kolovoza, a krzno im je u odnosu na zimsko kraće i bojom izvrsno služi kao zaštita u tundri.
Dok je ljetno krzno svih polarnih lisica vrlo slično, u zimskom razdoblju se pojavljuju dvije različite verzije, bijela i plava. Prema tome se i nazivaju bijela lisica i plava lisica. Zimi bijela lisica ima potpuno bijelo krzno. Zimi, boje plavih lisica variraju od svijetlo sive do tamno plave pa čak i crne. Razlike se javljaju od legla do legla, ali i zemljopisno. 
U kanadskim pokrajinama Nunavut i Sjeverozapadni teritoriji značajno preteže bijela varijanta, dok se plava pojavljuje u oko 1% u unutrašnjosti a na arktičkim otocima oko 5% populacije. Suprotno tome, na Aleutskim i još nekim aljaskim otocima dominira plava varijanta. Na jugu Grenlanda omjer je jednak. Generalno, plava varijanta bi trebala biti dominantna, no kroz prirodni odabir nametnule su se bijele lisice zbog svoje bolje prilagođenosti zimskom okolišu.
Razmjerno kratka njuška, vrlo male uši i kratke noge su, pored izolirajućeg krzna s vrlo gustom donjom dlakom, značajne osobine potrebne za preživljavanje u ekstremnim uvjetima tijekom cijele godine. Bijelo zimsko krzno djeluje duže nego uistinu jest. S oko 70% donje dlake njeno krzno ima neobično dobra izolirajuća svojstva. Eksperimentom je utvrđeno, da polarna lisica može podnijeti temperaturu do -80°C.

## Rasprostranjenost
Arktičke lisice žive svuda oko sjevernog pola, sjeverno od granice šuma u sjevernoj Europi (Skandinavija, Svalbard, Island), Rusiji, (Sibir), sjeveru Kanade, Aljaski i Grenlandu. Stanište im je prije svega tundra, no žive čak i na santama Arktičkog oceana. U potrazi za hranom povremeno zalaze na jug u područja tajgi. Općenito, polarne lisice su vrlo pokretljive i u potrazi za novim područjem mogu prevaliti velike udaljenosti kopnom i zaleđenim morem. Postoje izvještaji prema kojima su pojedine polarne lisice prevalile razdaljine i veće od 2.000 km.

## Način života
Polarne lisice žive prije svega od lova na leminge i druge glodavce. Rast i opadanje populacije ovih lisica čvrsto je povezan s rastom i padom populacije leminga. Ovisno o habitatu arktičke lisice, glavni plijen su joj brdski leming (Lemmus lemmus), ogrličasti leming (Dicrostonyx torquastus), sibirski leming (Lemmus sibiricus), močvarna voluharica (Microtus oeconomus) i Myodes rufocanus. Gnijezda glodavaca kao i tunelaste prilaze do njih lisica može nanjušiti čak i kroz debeli snježni pokrov i strelovitim iskapanjem osigurava si tako i u najdubljoj zimi dovoljno hrane. Ljeti lovi leminge na otvorenom.
Značajan dio hrane ovih lisica su i ptice koje se gnijezde na Arktiku i njihova jaja i pilići. Lisice koje nastanjuju obale, obilaze i njih u potrazi za naplavljenim strvinama, ostacima riba i školjkaša. Kad slijedi polarne medvjede, radi to da bi pojela ostatke njihovog ulova. U razdoblju obilja, zakapaju i skrivaju zalihe za razdoblja gladovanja. Kao pravi umjetnik preživljavanja, arktička lisica je i strvinar, a u nuždi pojest će bilo kakvu tvar životinjskog ili biljnog porijekla. Tada jede i kukce i različite bobice, pa čak i izmet drugih životinja.

## Razmnožavanje i podizanje mladunaca
Krajem zime lisica kopa jamu za koćenje i podizanje mladunaca. Da bi izbjegle područje permafrosta, obično traže područja koja nisu stalno smrznuta: glinene ili pješčane brežuljke na obalama rijeka ili jezera, ili na uzvisinama. Iskapaju vrlo kompleksan sistem tunela s ponekad i do osam izlaza. Zbog poteškoća u nalaženju prihvatljivih mjesta, ovim gradnjama se koristi često više generacija, ponekad i duže od 500 godina. Dokazano je, da manjak prigodnih mjesta prisiljava i druge vrste životinja, kao na primjer polarne vukove, da koriste prastare, napuštene jame polarnih lisica.
Nastambu obično koristi labavi porodični "savez": redovno jedan mužjak i dvije ženke s mladuncima. Pri tome je jedna ženka potomak para iz prethodnog legla koja pomaže u podizanju mladunaca, ali sama nema još potomke. Arktičke lisice su monogamne i kao par ostaju zajedno cijeli život. Lovno područje ovakve porodične zajednice je s površinom od 3 do 30 ili više km2 relativno velik.
Pare se u ožujku ili travnju. Ako je prethodna zima bila posebno oštra, oplodnja se odgađa, ili uopće ne dolazi do nje. Ženka polarne lisice koti jednom godišnje tri do devet, a ponekad i više mladunaca. Kako skotnost traje oko 50 dana, u uobičajenim okolnostima mladunci dolaze na svijet između sredine svibnja i sredine lipnja. Broj mladunaca snažno je povezan s raspoloživom količinom hrane i klimatskim uvjetima. Ženke koje žive uz obalu imaju u prosjeku manji broj mladunaca nego ženke u unutrašnjosti. Mladunci dolaze na svijet vrlo maleni i potpuno bespomoćni. Kote se slijepi, gluhi i bez zuba pokriveni mekim tamnosmeđim dlakama koje brzo rastu i postaju sve svjetlije. Nakon tri do četiri tjedna, lisičići izlaze iz jazbine, a nakon šest prestaju sisati.U to vrijeme su vrlo zaigrani. Oko sredine kolovoza prvo ih odbacuje otac, a nešto kasnije i majka. Zimu provode prepušteni sami sebi. Spolno zreli postaju u dobi od 10 mjeseci.

## Prirodni neprijatelji i bolesti
Prosječan životni vijek im je oko četiri godine. Prirodnih neprijatelja gotovo da nemaju. Osim ljudi, opasan im može biti polarni vuk, a ponekad i polarni medvjed od kojeg se lisice drže na odstojanju. Kad je ugrožena, polarna lisica pokušava pobjeći, no ako ne uspije, vrlo snažno se brani.
Najčešća smrtonosna bolest polarnih lisica je bjesnoća. Smrtonosna je i upala mozga (encefalitis) kao i štenećak, naročito u godinama kad je gustoća populacije visoka, pa su međusobni susreti češći, a time i mogućnost prenošenja zaraze veća. Pored toga, većina lisica ima unutrašnje i vanjske parazite.

## Polarna lisica kao predmet trgovine
U 19. i prvoj trećini 20. stoljeća trgovina skupocjenim zimskim krznom arktičke lisice bila je vrlo intenzivna. Glavni predmet razmjene između Inuita i Europljana bile su životinjske kože. Posljedica velikog lova dovela je do ekstremnog pada populacije lisica, što se katastrofalno odrazilo na gospodarski položaj domorodačkih stanovnika sjeverne Amerike. U međuvremenu se populacije arktičkih lisica sjeverne Amerike, Sibira i Grenlanda smatraju ponovo donekle normalnim i stabilnim, dok su u Skandinaviji i na Islandu vrlo rijetke.
- Alopex lagopus foragorapusis, Grenland
- Polarna lisica u ljeto
- Na Aljaski
- Islandska polarna lisica
- Lubanja arktičke lisice iz pleistocena

## Drugi projekti
|  | Zajednički poslužitelj ima stranicu o temi Arktička lisica |
|  | Wikivrste imaju podatke o taksonu Arktičkim lisicama       |